# 康佩斯特尔和吕克
康佩斯特尔和吕克（法語：Campestre-et-Luc，法語發音：[kɑ̃pɛstʁ e lyk]）是法国加尔省的一个市镇，属于勒维冈区。

## 地理
康佩斯特尔和吕克（43°57'11"N, 3°25'11"E）面积38.1 平方千米，位于法国奧克西塔尼大區加尔省，该省份为法国南部沿海省份，南端濒地中海，北起顺时针与阿尔代什省、沃克吕兹省、罗讷河口省、埃罗省、阿韦龙省和洛泽尔省接壤。
与康佩斯特尔和吕克接壤的市镇（或旧市镇、城区）包括：拉库韦尔图瓦拉德、索克利耶尔、维塞克、阿尔宗、布朗达、勒克罗、索尔布。

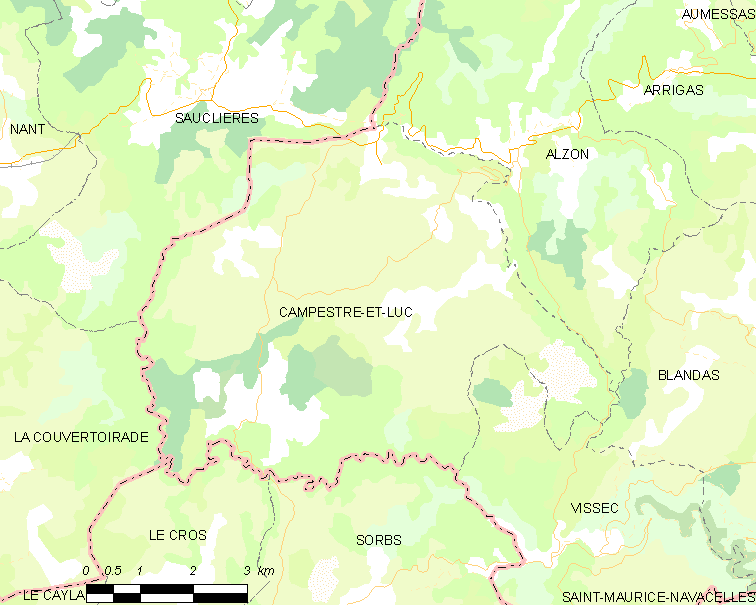
康佩斯特尔和吕克的OSM定位图

康佩斯特尔和吕克的时区为UTC+01:00、UTC+02:00（夏令时）。

## 行政
康佩斯特尔和吕克的邮政编码为30770，INSEE市镇编码为30064。

## 政治
康佩斯特尔和吕克所属的省级选区为勒维冈县。

## 人口

1962-2008年间康佩斯特尔和吕克人口变化图示

康佩斯特尔和吕克于2022年1月1日时的人口数量为153人。